# Travelling (Duculot)
Travelling est une collection de romans pour les adolescent(e)s des éditions belges Duculot.

## Histoire
La collection naît en 1972
. Son nom reprend le mouvement de caméra qui permet de s'éloigner ou de s'approcher du sujet, le travelling. Elle présente aussi bien des traductions de romans américains récents et reconnus par la critique, que des romans originaux d'auteurs belges et français. Les romans choisis traitent de l'actualité politique internationale : guerres civiles, massacres, conflits religieux… D'autres sont plus tournés vers des sujets psychologiques.
Une sous-collection consacrée à la science-fiction apparaît en 1976 : Travelling sur le futur.
Dans les années 1990, la collection est reprise par Casterman avant d'être abandonnée.

## Quelques titres
- no 4 Joan Lingard, Au-delà des barricades
- no 10 Jacqueline Held, La Part du vent (1974)
- no 12 L. N. Lavolle, Le feu des mages (1974)
- no 13 Michel-Aimé Baudouy, Un passage difficile (1974)
- no 15 France Bastia, Le cri du hibou
- no 24 Robert Newton Peck, Vie et mort d'un cochon
- no 26 William Camus, Les Ferrailleurs (1976)
- no 31 John Donovan, Fred et moi (1977)
- no 33 L. N. Lavolle, Le Village des enfants perdus (1977)
- no 35 Pierre Pelot, William Camus et Jean Coué, Le Canard à trois pattes (1978)
- no 36 Felice Holman, Le Robinson du métro
- no 42 Hélène Montardre, La Quête aux coquelicots
- no 43 Lois Lowry, Un été pour mourir (1979)
- no 44 Jacqueline Cervon, La marmite des cannibales
- no 46 Irina Korschunow, Christophe (1979)
- no 48 Luce Fillol, Chemins…
- no 50-51 Lois Lowry, La longue quête de Nathalie
- no 56 Pierre Coran, La Mémoire blanche
- no 63 Jean-Paul Nozière, Tu vaux mieux que mon frère
- no 65 Claude Raucy, Cocomero
- no 69 Jacqueline Cervon, Les Enfants de la planète
- no 76 Gudrun Pausewang, Les derniers enfants de Schewenborn
- no 83 Marilyn Sachs, La Grosse (1987)

### Travelling sur le futur
- no 1 Eva Maria Mudrich, Ferida, l'île du bonheur (1977)
- no 2 John Christopher, Les Gardiens (1977)
- no 3 Bertrand Solet, Les Frères des nuages (1977)
- no 4 Michel Grimaud, Les Esclaves de la joie (1977)
- no 5 Gil Lacq & Michel Corentin, L'énergie du désespoir (1978)
- no 6 Monica Hughes, Alerte au plateau 10 (1978)
- no 7 Ermanno Libenzi, La planète des fous (1978)
- no 8 Nicholas Fisk, Les prisonniers du temps (1978)
- no 9 Monica Hughes, Le cerveau de la ville (1979)
- no 10 Bernice Grohskopf, L'école idéale de Bruno Hauter (1979)
- no 11 Lucien Guy Touati, Motus (1979)
- no 12 Julien Van Remoortere, Le livre interdit de Krista O. (1979)
- no 13 Gil Lacq, Ni ongles ni dents (1980)
- no 14 Michel Grimaud, Le temps des gueux (1980)
- no 15 Christian Grenier, Le Complot ordrien (1981)
- no 16 Monica Hughes, Au-delà de la rivière noire (1981)